# Diversidad oscura
La diversidad oscura es el conjunto de especies ausentes en un lugar de estudio pero presentes en la región circundante y potencialmente capaces de habitar en condiciones ecológicas particulares. Puede determinarse en función de la distribución de las especies, su potencial de dispersión y sus necesidades ecológicas. El término fue introducido en 2011 por tres investigadores de la Universidad de Tartu y se inspiró en la idea de materia oscura en física, ya que la diversidad oscura tampoco puede observarse directamente.

## Descripción general

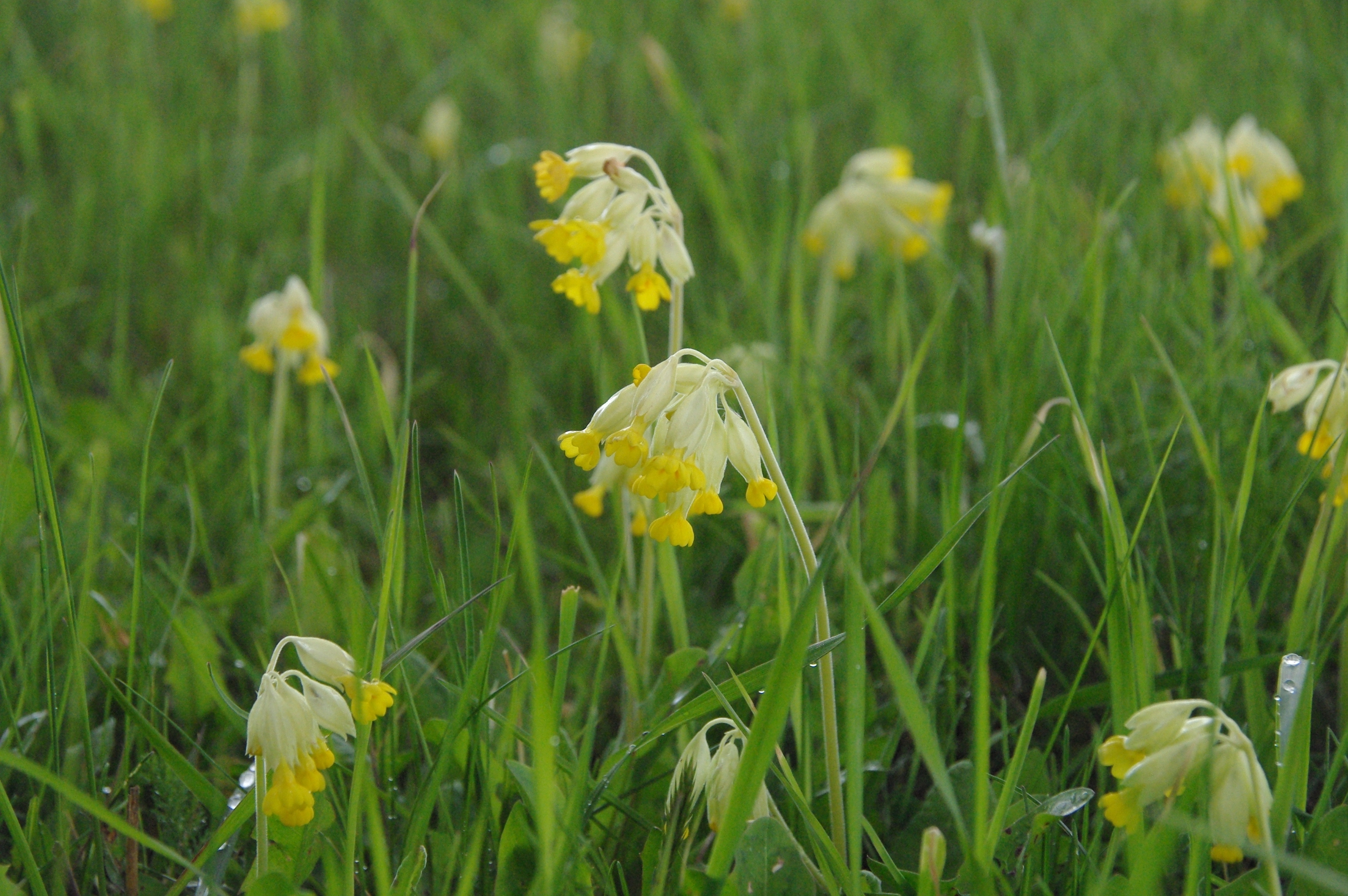
La prímula común (Primula veris) es una especie vegetal frecuente en los pastizales europeos. Si las condiciones ambientales de un pastizal estudiado son adecuadas, pero falta la prímula, la planta pertenece a la diversidad oscura de ese pastizal.

La diversidad oscura forma parte del concepto de pool de especies. Un pool de especies se define como el conjunto de todas las especies que pueden habitar en un lugar concreto y que están presentes en la región o paisaje circundante. La diversidad oscura comprende las especies que pertenecen a una reserva de especies concreta pero que no están presentes actualmente en un lugar.La diversidad oscura está relacionada con una reserva de especies "específica del hábitat" o "filtrada" que sólo incluye especies que pueden tanto dispersarse hasta el lugar de estudio como habitarlo potencialmente. Por ejemplo, si se ha muestreado la diversidad de peces en un arrecife de coral, la diversidad oscura incluye todas las especies de peces de la región circundante que actualmente están ausentes pero que potencialmente pueden dispersarse y colonizar el lugar de estudio. Dado que en todos los muestreos también faltarán algunas especies realmente presentes en un lugar, también tenemos la idea relacionada de "especies fantasma": aquellas especies presentes en un lugar pero que no se detectan en las unidades de muestreo utilizadas para muestrear la comunidad de ese lugar. La existencia de estas especies fantasma significa que las mediciones rutinarias de la colonización y la extinción en un lugar siempre sobrestimarán las tasas reales debido al "pseudotransvase".
El nombre de diversidad oscura está tomado de la materia oscura: materia que no puede verse ni medirse directamente, pero cuya existencia y propiedades se deducen de sus efectos gravitatorios sobre la materia visible. Del mismo modo, la diversidad oscura no puede verse directamente cuando sólo se observa la muestra, pero está presente si se considera una escala más amplia, y su existencia y propiedades pueden estimarse cuando se dispone de datos adecuados. Con la materia oscura podemos comprender mejor la distribución y la dinámica de las galaxias; con la diversidad oscura podemos entender la composición y la dinámica de las comunidades ecológicas.

## Especificidad y escala del hábitat
La diversidad oscura es la contrapartida de la diversidad observada (diversidad alfa) presente en una muestra. La diversidad oscura es específica del hábitat en el sentido de que el lugar de estudio debe contener condiciones ecológicas favorables para las especies pertenecientes a la diversidad oscura. El concepto de hábitat puede ser más estrecho (por ejemplo, microhábitat en un bosque antiguo) o más amplio (por ejemplo, hábitat terrestre). Así pues, la especificidad del hábitat no significa que todas las especies de la diversidad oscura puedan habitar en todas las localidades de la muestra de estudio, sino que debe haber partes ecológicamente adecuadas.
La especificidad del hábitat es la distinción entre la diversidad oscura y la diversidad beta. Si la diversidad beta es la asociación entre la diversidad alfa y gamma, la diversidad oscura conecta la diversidad alfa y el conjunto de especies específicas del hábitat (filtradas). Las especies específicas del hábitat sólo agrupan a las que potencialmente pueden habitar el lugar de estudio focal. La diversidad observada puede estudiarse a cualquier escala y en lugares con heterogeneidad variable. Esto también es cierto para la diversidad oscura. Por consiguiente, como la diversidad observada local puede vincularse a tamaños de muestra muy diferentes, la diversidad oscura puede aplicarse a cualquier escala de estudio (muestra de 1x1 m en vegetación, transecto de recuento de aves en un paisaje, celda de cuadrícula UTM de 50x50 km).

## Métodos para estimar la diversidad oscura
El tamaño de la región determina la probabilidad de dispersión hacia el lugar de estudio y la selección de la escala adecuada depende de la pregunta de investigación. Para un estudio más general, puede utilizarse una escala comparable a la región biogeográfica (por ejemplo, un país pequeño, un estado o un radio de unos cientos de km). Si queremos saber qué especies pueden habitar el lugar de estudio en un futuro próximo (por ejemplo, 10 años), la escala adecuada es la del paisaje.
Para separar las especies ecológicamente adecuadas, se pueden utilizar distintos métodos. La modelización de nichos ambientales puede aplicarse a un gran número de especies. Se puede recurrir a la opinión de expertos. En los libros se pueden encontrar datos sobre las preferencias de hábitat de las especies, por ejemplo, los hábitats de nidificación de las aves. También pueden ser cuantitativos, por ejemplo valores indicadores de especies vegetales, según Ellenberg. Un método desarrollado recientemente estima la diversidad oscura a partir de matrices de co-ocurrencia de especies. Existe una herramienta en línea para el método de co-ocurrencia.

## Uso
La diversidad oscura permite realizar comparaciones significativas de la biodiversidad. Se puede utilizar el índice de integridad de la comunidad:
{\displaystyle \log \left({\frac {\text{observed diversity}}{\text{dark diversity}}}\right)}.
Esto expresa la diversidad local a escala relativa, filtrando el efecto del conjunto regional de especies. Por ejemplo, si se estudia la exhaustividad de la diversidad vegetal a escala europea, no se observa el patrón latitudinal observado en los valores de riqueza y reserva de especies. En cambio, las regiones con menor impacto humano se caracterizaban por una elevada integridad, lo que indica que los factores antropogénicos se encuentran entre los determinantes más importantes de la biodiversidad a escala local en Europa.
Los estudios de diversidad oscura pueden combinarse con la ecología funcional para comprender por qué el conjunto de especies se realiza de forma deficiente en una localidad. Por ejemplo, si se comparan los rasgos funcionales entre las especies de pastizales en diversidad observada y diversidad oscura, se hace evidente que las especies de diversidad oscura tienen en general peores capacidades de dispersión.
La diversidad oscura puede ser útil para priorizar la conservación de la naturaleza, para identificar en distintas regiones los lugares más completos. La diversidad oscura de especies exóticas, malas hierbas y patógenos puede ser útil para prepararse a tiempo para futuras invasiones.
Recientemente, el concepto de diversidad oscura se ha utilizado para explicar los mecanismos que subyacen a la relación entre diversidad vegetal y productividad.